# Blood Money (film, 1996)
Pour les articles homonymes, voir Blood Money et Savage.
Pour plus de détails, voir Fiche technique et Distribution.
Blood Money est un film américain réalisé par John Sheppird en 1996.

## Synopsis
Des condamnés à perpétuité s'évadent et font irruption dans la vie d'un employé de banque qui est en fait protégé par le programme du FBI de protection des témoins. 

## Fiche technique
- Autre titre anglais : Savage
- Durée : 90 min
- Pays :  États-Unis
- Langue : anglais
- Couleur
- Aspect Ratio : 1.33 : 1
- Son : Dolby
- Classification : États-Unis : R (langage grossier, usage de drogue et violence)

## Distribution
- James Brolin : Lt. Kincaid
- Billy Drago : Agent Pierce
- Dean Tarrolly : Stuart / Hank
- Traci Lords : Wendy Monroe
- Sonny Carl Davis : Lester Grisam
- Katherine Armstrong : Cindy
- Bentley Mitchum (en) : Dexter
- Tony Pierce : Sabbit
- Alison Moir : Kelly Ryan
- Mark Ruffalo : l'avocat